# カーベル
株式会社カーベルは、東京都中央区に本社を置き自動車販売ネットワークの展開を主な事業としている企業。各事業ごとにブランド展開している。

## 概要
新車市場
新車の自動車販売業。支払い方法は分割払いやカーリースなど顧客が選択できる。
100円レンタカー
最小10分単位でのレンタカー事業を展開。
貸出車両は中古車を使用しており、顧客が気に入ればそのまま購入することも可能。
ペットの旅立ち
ペット専門の訪問火葬葬祭事業。
コレCARラ
中古車のカーリース専門店を展開。
MISHA
絶版車や希少車に特化した自動車販売事業。

## 沿革
- 2006年9月 - 伊藤一正がオートコミュニケーションズから独立してカーベルを設立[1]。新車販売強化グループ「カーベル」のフランチャイズ展開をスタート。
- 2010年1月 - 「100円レンタカー」フランチャイズ展開スタート。
- 2013年7月 - カーリング日本代表スポンサー契約[2][3]。
- 2014年9月 - 「カーベル」を「新車市場」にリニューアル。
- 2015年9月 - 全日本プロレスとスポンサー契約を結んだ[4]。
- 2016年9月 - 第3のブランド「ペットの旅立ち」発表。
- 2017年3月 - 「ペットの旅立ち」のフランチャイズ展開をスタート。
- 2018年5月 - イプラ、カーチスホールディングスとの業務提携を結んだ。
- 11月 - 100円レンタカー「オリコン顧客満足度 生活関連ランキング総合1位」を獲得[5]
- 2019年9月 - レイベルワンを設立。
- 11月 - トーアドットコムをM&Aで取得。
- 2020年1月 - 第4のブランド「コレCARラ」を発表。
- 2021年9月 - 第5のブランド「MISHA」の事業を開始。

## CM
- 2015年8月 - 「新車市場」、「100円レンタカー」のテレビCMにSHELLYを起用。
- 2017年7月 - 「豆腐プロレス×カーベル」のコラボキャンペーンを実施してテレビCMに宮脇咲良を白間美瑠を起用。
- 8月 - 「新車市場 ナンバーワンセット」のWebCMに西尾まうを起用。
- 2018年10月 - 「西部警察カーベル分署」のテレビCMに石原軍団を起用[6]。
- 2020年7月 - 「新車市場」のテレビCMとラジオCMに西尾まうとボンバー森尾を起用。
- 2021年5月 - TOKYOFM系列全国38局15時の時報提供を開始。
- 11月 - イメージキャラクターにスギちゃんを起用。

## プロレス

### カーベル伊藤
カーベルの代表である伊藤一正が少年時代にタイガーマスク（初代）に憧れてプロレスラーになることを志す。2015年、日本のプロレス団体の入門規定身長180cmに満たないためメキシコへ渡る。2016年1月、メキシコでデビュー。11月19日、後楽園ホールで開催された「カーベル10周年記念大感謝祭」で原学、曙とタッグを組んで対ゼウス&野村直矢&近藤"ド根性"洋史組戦で日本デビュー。2020年2月8日、生島企画室に所属となる。

### ATM
カーベル伊藤によく似た背格好の覆面レスラー。

### ブレイザー丹内
学生プロレス出身でリングネームは社内で公募して体が大きいのでビッグの文字を気にいったが代表からもっと体が大きいレスラーもいるからと諭されて炎のように熱く燃える男と解釈して決めた。2023年11月10日、JTO後楽園ホール大会でカーベル伊藤、新とタッグを組んで対イーグルマスク&ボンバータツヤ&宮入将義組戦でデビュー。

## グループ会社
レイベルワン
カーベルの車両部を2019年9月2日に分社化。整備工場・中古車販売店・ガソリンスタンド向けの自動車販売。